# Черемисинов, Алексей Борисович
Алексей Борисович Черемисинов (9 июля 1985, Москва) — российский фехтовальщик на рапирах, олимпийский чемпион в командных соревнованиях в рапире (2016), чемпион мира, четырёхкратный чемпион Европы, чемпион России, трёхкратный победитель Всемирных Универсиад, участник Олимпийских игр 2012 года, заслуженный мастер спорта России, капитан Вооружённых Сил Российской Федерации.

## Спортивная биография
Алексей начал заниматься фехтованием в 1995 году. Фехтует спортсмен правой рукой. Первым его тренером стал Лев Серафимович Корешков, который в своё время был первым наставником 4-кратного олимпийского чемпиона Виктора Кровопускова. До 18 лет не был уверен, что станет профессиональным спортсменом . В сборной дебютировал на чемпионате Европы по фехтованию в Генте, сразу завоевав серебро в составе команды. Летом того же года сборная России по рапире выиграла Универсиаду, но на домашнем чемпионате мира так же успешно выступить не удалось, и российские рапиристы заняли только 9-е место. Год спустя на европейском чемпионате в Киеве рапиристы завоевали серебряные медали. На Олимпиаде в Пекине мужская рапира попала под ротацию видов оружия, используемую на олимпийских турнирах, поэтому командное первенство не разыгрывалось, а в личном турнире имели право участвовать лишь два спортсмена от страны. Черемисинов не попал в итоговую двойку лучших, и на Олимпийские игры не поехал.
На чемпионате России 2009 года в подмосковной Лобне Алексей завоевал серебряную медаль в личном первенстве, а в командном сборная Москвы, за которую он выступал, была дисквалифицирована «за неэтичное поведение» из-за удара ногой по стулу, который нанес Черемисинов в полуфинальном поединке . В 2010-м году Алексей стал серебряным призёром командного турнира чемпионата Европы в немецком Лейпциге, а спустя год завоевал первую личную награду чемпионатов Европы, став полуфиналистом ЧЕ в Шеффилде. В полуфинале уступил будущему чемпиону итальянцу Джорджо Аволе 9-15 и стал единственным неитальянцем, поднявшимся на пьедестал в мужской рапире (серебро завоевал Андреа Кассара, ещё одну бронзу Андреа Бальдини). На чемпионате мира 2011 в итальянской Катании Черемисинов в личном турнире закончил борьбу в четвертьфинале, проиграв ещё одному итальянцу Валерио Аспромонте, впоследствии ставшему серебряным призёром, со счётом 12-15. В командных соревнованиях сборная России во главе с Черемисиновым также остановилась в четвертьфинале, потерпев поражение от французов 40-45.
В олимпийский сезон 2012 года Черемисинов выиграл чемпионат России во Владикавказе, стал чемпионом Европы в личном турнире, состоявшимся за месяц до начала Олимпиады в Лондоне, и на Игры поехал в ранге одного из фаворитов турнира. Там он дошёл до четвертьфинала, где очень легко проиграл Бальдини 5-15, а в команде, выигрывая по ходу четвертьфинального поединка с немцами девять уколов, в двух заключительных боях российские рапиристы потеряли преимущество, и в результате потерпели поражение со счетом 40-44. Сам Черемисинов впоследствии признался в интервью, что этот поединок стал самой большой моральной травмой за всю карьеру.
В сезоне 2013 года Алексей выиграл престижный турнир серии Гран-при в Токио, серебро чемпионата Европы в хорватском Загребе и две золотые медали домашней Универсиады. Но на главном турнире года — чемпионате мира в Будапеште, Алексей уступил в упорнейшей борьбе будущему чемпиону, американцу Чамли-Уотсону со счетом 14-15. Командный турнир сложился для россиян драматически. В полуфинале с Италией все решил один укол, который в девятом поединке нанес Черемисинову Андреа Бальдини: в итоге, 44-45, и сборная Италии прошла в финал. Черемисинов выиграл все свои микродуэли (6-4 у Аспромонте, 9-6 у Кассары, 6-5 у Бальдини). Бой за третье место с Францией, в угоду телевидению, начался практически сразу после окончания полуфинального матча с итальянцами. Исчерпав в нём немало физических и моральных сил, российские рапиристы не смогли провести поединок с французами на высоком уровне, проиграв его 40-45. Черемисинов оказался в том бою единственным из сборной России, заработавшим положительный результат по сумме всех микродуэлей. Сезон 2013 года он закончил на 4-й позиции в общем зачете Кубка мира. Это позволило ему участвовать во Всемирных Играх боевых искусств в Санкт-Петербурге. Там Алексей выиграл стартовый поединок у китайца Ма Цзянфея 15-12, но в четвертьфинале с тем же счетом уступил будущему победителю Ричарду Крузу.
Фехтовальный сезон 2013/14 Черемисинов открыл победой на Кубке России в Смоленске. В соревнованиях Кубка Мира Алексей дважды оказывался на пьедестале — на турнире «Боннский лев» выиграл серебро, а этап Гран-При в Гаване завершил на третьем месте. Также был выигран престижный нерейтинговый турнир «Master de Fleuret Melun Val de Seine», в котором принимали участие восемь сильнейших рапиристов мира. Групповой турнир Черемисинов завершил на втором месте, в полуфинале решающим уколом выиграл у хозяина соревнований Энцо Лефорта, а в финале разгромил принципиального соперника Петера Йоппиха со счётом 15-5. На чемпионате Европы 2014 во французском Страсбурге Алексей Черемисинов завоевал серебряную медаль, повторив свой прошлогодний результат. По пути к финалу он обыграл двух олимпийских чемпионов Лондона, итальянцев Валерио Аспромонте и Джорджо Аволу, а также местного спортсмена Эрвана Ле Пешу, но в решающем бою, ведя по ходу поединка со счётом 10-6, проиграл британцу Джеймсу Эндрю Дэвису. В командных соревнованиях Черемисинов вместе с партнёрами по сборной занял третье место. Российская команда обыграла в 1/8 финала Румынию и в четвертьфинале Великобританию (в последнем бою Алексей Черемисинов взял реванш у своего обидчика в личном финале Дэвиса), но проиграли в полуфинале сборной Франции 35:45. В бою за третье место россияне очень легко победили поляков, не дав им набрать даже 30 очков, и завоевали бронзовые медали.
На чемпионате мира в Казани Черемисинов завоевал золотую медаль в личных соревнованиях. Он выиграл все шесть своих боёв, в том числе и финал у Ма Цзянфея, завершившийся со счётом 15-11 в пользу российского спортсмена. Эта победа принесла ему третье место в итоговом зачете Кубка мира. В командном турнире рапиристов Черемисинов помог сборной России выйти в полуфинал, но добраться до медалей россияне не смогли, проиграв полуфинал французам 40-45, а в поединке за бронзовые медали уступили сборной Италии со счетом 29-45.

Новый сезон Черемисинов начал в ранге чемпиона мира и сразу победил на престижнейшем этапе Гран-При в Турине, обыграв в финале своего соотечественника Реналя Ганеева со счетом 15-9. Но затем последовал длительный спад. На протяжении нескольких соревнований подряд Алексей не мог пройти дальше второго круга, опустился в рейтинге и впервые за последние 5 лет вылетел из топ-16, что вынудило его перед каждым турниром проходить квалификацию. Не достиг он успеха и на московском чемпионате мира, завершив выступления после поражения от американца Герека Майнхардта. В команде российская сборная уступила в финале команде Италии и в этой встрече Черемисинов был худшим с показателем «-9» за три своих поединка.

В олимпийском сезоне Алексей выступал неровно. Относительные успехи (два попадания в четвертьфинал) перемежались неудачами (провал на домашнем турнире «Рапира Санкт-Петербурга», где он уступил в первом же круге). Стоял вопрос о его попадании в команду на Олимпийские игры, но на тренерском совете в начале июня решение было принято в пользу кандидатуры Черемисинова. В Рио сетка турнира свела Алексея в первом же бою с партнером по команде, будущим бронзовым призёром Олимпиады Тимуром Сафиным. Черемисинов неудачно начал бой (1-6), в какой-то момент сумел сравнять счёт, но концовка поединка осталась за Сафиным. Зато в командном турнире Алексей Черемисинов был неудержим. Во всех трёх поединках — четвертьфинале с Великобританией, полуфинале с США и финальном бою с французами — его показатель эффективности был лучшим в сборной. Черемисинов выходил на последний бой с лидером американцев Александром Массиаласом, когда российская команда уступала в счёте, но не оставил сопернику никаких шансов, разгромив его 6-1 и принеся сборной итоговую победу. В бою за золотые медали именно победа Алексея в своей микродуэли с Жереми Кадо при счёте 25-16 в пользу сборной Франции стала началом российской погони за лидерами, увенчавшейся успехом к восьмому бою, когда Артур Ахматхузин передал Черемисинову преимущество в два укола. Алексей не только сохранил его, но и приумножил, принеся сборной России победу 45-41. Этот поединок сделал Алексея Черемисинова и его партнеров Артура Ахматхузина и Тимура Сафина олимпийскими чемпионами. Через несколько дней после своего триумфа Черемисинов сообщил журналистам на пресс-конференции, что собирается продолжить свою спортивную карьеру.

## Интересные факты
Алексей придает командному турниру в фехтовании гораздо большее значение, чем личному, о чём часто говорит в интервью . Имеет два высших образования — Московский государственный университет путей сообщения, специальность «Вычислительные машины, комплексы, системы и сети», а также Смоленской академии физической культуры, спорта и туризма. Хобби — игра в техасский холдем.

## Награды
- Орден Дружбы (25 августа 2016 года) — за высокие спортивные достижения на Играх XXXI Олимпиады 2016 года в городе Рио-де-Жанейро (Бразилия), проявленные волю к победе и целеутремленность[11].
- Медаль «За воинскую доблесть» II степени (2016)[12].